# Hinterland bergamasco

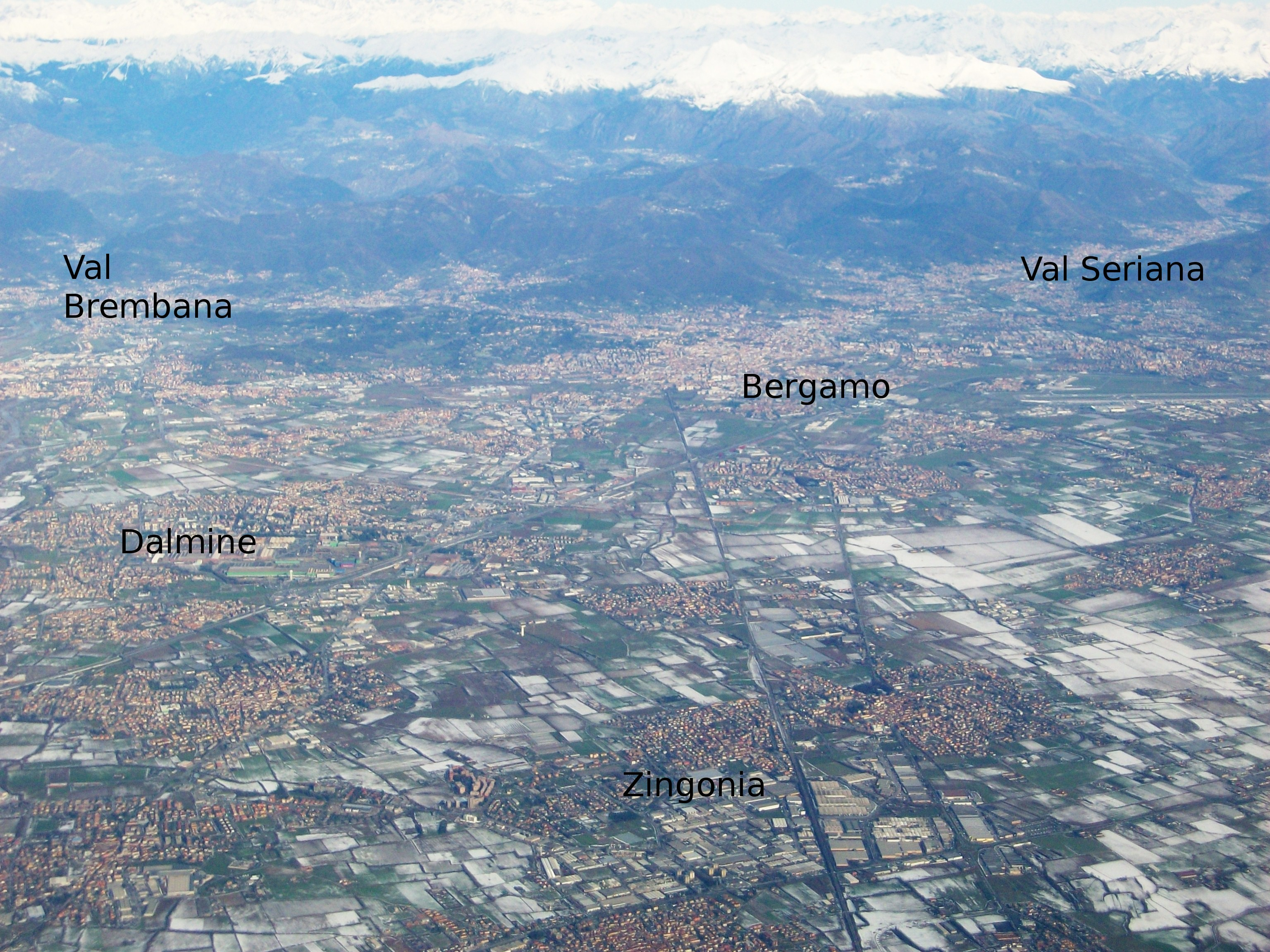
Visuale area della città di Bergamo e delle immediate vicinanze, con indicazione dei principali centri urbani

L'hinterland bergamasco è una comunità territoriale posta al centro della provincia di Bergamo, in Lombardia. Raggruppa tutti i comuni che gravitano attorno al capoluogo orobico.

## Comuni
Fanno parte dell'hinterland bergamasco i seguenti comuni

 :
Area urbana
- Almè
- Azzano San Paolo
- Bergamo
- Brusaporto
- Curno
- Gorle
- Lallio
- Mozzo
- Orio al Serio
- Paladina
- Pedrengo
- Ponteranica
- Ranica
- Scanzorosciate
- Seriate
- Sorisole
- Stezzano
- Torre Boldone
- Torre de' Roveri
- Treviolo
- Valbrembo
- Villa d'Almè

Hinterland sud
- Comun Nuovo
- Dalmine
- Grassobbio
- Levate
- Osio Sopra
- Osio Sotto
- Zanica